# Blastocladiella microcystogena
Blastocladiella microcystogena är en svampart som beskrevs av Whiffen 1946. Blastocladiella microcystogena ingår i släktet Blastocladiella och familjen Blastocladiaceae.   Inga underarter finns listade i Catalogue of Life.